# Svanové
Svanové jsou jihokavkazský národ a etnická podskupina kartvelské jazykové skupiny. Žijí ve Svanetii, což je region v Gruzii. Až do 30. let 20. století byli Svanové při sčítání lidu bráni jako samostatné etnikum, ale během stalinských represí vůči malým národům začali být považováni za Gruzínce, což přetrvalo dodnes. Všichni Svanové mluví kromě svanštiny taky gruzínštinou.

## Historie

Rozšíření Svanů

Svanové žijí ve Svanetii už přes 2000 let. Kolem 5.–6. stol. n. l. byli christianizováni. V Svanetii se nikdy nerozvinul feudalismus a fungovali v podstatě jako kmenové společenství, což zčásti přetrvalo i dodnes. Svanové nikdy nevedli moc válek a nebyli díky své nadmořské výšce moc napadáni. V 15.–18. stol. vytvořili samostatný stát. Dnes jsou pouze oblastí v Gruzii, ale ve skutečnosti sem centrální moc nesahá a oni uznávají svoje vlastní místní autority.

## Demografie
Nejčastěji se uvádí, že Svanů je kolem 30 000, z toho by jich 15 000 mělo žít v Horní Svanetii, 12 000 v Dolní Svanetii a 2 500 v soutěsce Kodori (součást mezinárodně neuznané Abcházie). Některé zdroje ale tvrdí, že Svanů je až 60 000.
Regionální muzeum v Mestii soustřeďuje doklady o historii a životě zdejších obyvatel.

## Osobnosti
- Luchum Čchvimijani — judista
- Emzar Kviciani — politik a vojenský velitel
- Ijoseb Lipartelijani — judista
- Varlam Lipartelijani — judista
- Ušangi Margijani — judista
- Bekir Özlü (rozený Betkili Šukvani) — judista
- Levan Žoržolijani — judista